# 摩西·瓦尔迪
摩西·雅科夫·瓦尔迪 ForMemRS（希伯來語：‎，羅馬化：Moshe Ya'akov Vardi，1954年7月4日—）是一位以色列数学家和计算机科学家。他是美国萊斯大學计算工程系凯伦·奥斯特鲁姆·乔治杰出服务教授。   和肯尼迪研究所的教员顾问。 他的兴趣集中在逻辑在计算机科学中的应用，包括数据库理论、有限模型理论、多智能体系统知识、计算机辅助验证和推理，以及跨课程的逻辑教学。他是模型检查、约束满足和数据库理论、常识（逻辑）和理论计算机科学方面的专家。  
瓦尔迪撰写或合著了 600 多篇技术论文 ，并编辑了多本论文集。他与Ronald Fagin 、 Joseph Halpern和Yoram Moses合著了《关于知识的推理》  ，与 Erich Grädel、 Phokion G. Kolaitis 、 Leonid Libkin 、Maarten Marx、 Joel Spencer、Yde Venema以及Scott Weinstein合著了《有限模型理论及其应用》  。他曾担任ACM Communications的主编长达十年。 

## 教育经历
瓦尔迪是巴伊兰大学的本科生，并在魏茨曼科学研究所获得了理学硕士学位。 他在1981 年于耶路撒冷希伯来大学获得了博士学位，导师为Catriel Beeri。

## 职业和科学研究
瓦尔迪的研究兴趣是计算机科学中的逻辑学。  1994年1月至2002年6月，他担任莱斯大学计算机科学系系主任。 1993年加入莱斯大学之前，他曾在IBM研究院工作，同时也是斯坦福大学的博士后研究员。  Vardi 担任多家国际期刊的编辑曾任国际计算逻辑联合会有限公司董事他还担任计算机协会(ACM)工作迁移小组的联合主席。

### 奖项及荣誉
瓦尔迪是三项 IBM 杰出创新奖、2000 年哥德尔奖（因有限自动机时序逻辑方面的工作）、2021 年Knuth 奖、2005 年巴黎卡内拉基斯奖、2006年LICS测试奖的（共同）获奖者。此外他还荣膺： 2008 年和 2017 年 ACM 总统奖、欧洲科学院颁发的 2008 年计算科学布莱斯·帕斯卡奖章 、 电气研究所计算机研究协会颁发的 2010 年杰出服务奖和电子工程师 (IEEE) 计算机协会的 2011 年Harry H. Goode 纪念奖、2018 年ACM 逻辑与计算特别兴趣小组(SIGLOG)、欧洲理论计算机科学协会(EATCS) 的杰出服务奖、 欧洲计算机科学逻辑协会 (EACSL) 和库尔特·哥德尔学会 (KGS) 联合赞助了阿隆佐·丘奇逻辑和计算杰出贡献奖（与托马斯·费德）。此外，瓦尔迪还拥有八所大学的荣誉博士学位：
1. 德国萨尔大学[5]
2. 奥尔良大学[5]
3. 法国格勒诺布尔阿尔卑斯大学(UGA) [17]
4. 巴西南里奥格兰德联邦大学(UFRGS) [18]
5. 比利时列日大学[19]
6. 奥地利维也纳工业大学
7. 苏格兰爱丁堡大学[20]
8. 瑞典哥德堡大学[21]

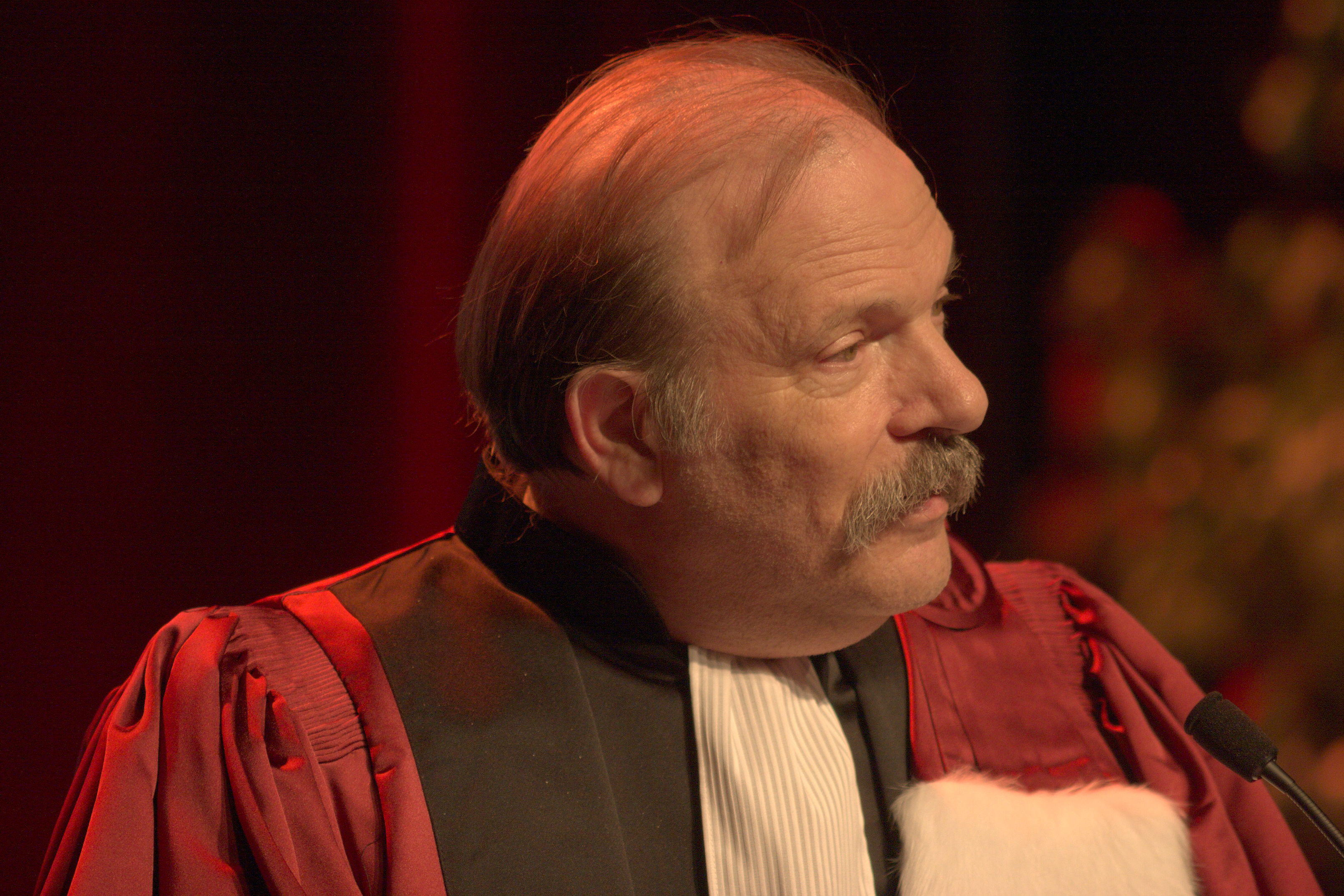
瓦尔迪在格勒诺布尔发表荣誉博士学位获奖感言

瓦尔迪是古根海姆院士、 ACM 院士、 AAAI 院士、 美国科学促进会院士以及英国皇家学会 (ForMemRS) 外籍会员。他被科学信息研究所评为高被引研究员，并当选为美国国家工程院、美国国家科学院院士。  欧洲科学院和欧洲科学院(MAE)。  2010年当选美国艺术与科学院院士他因“对计算机科学中数理逻辑的开发和使用做出的贡献”而被列入美国数学会2019 年院士名单。 

## 个人生活
瓦尔迪与妻子帕梅拉·盖耶 (Pamela Geyer) 住在德克萨斯州休斯顿。 他的继子 Aaron Hertzmann 也是Adobe Research的计算机科学家。